# 스토리지북앤필름
스토리지북앤필름(storage book and film)은 서울특별시 용산구 후암동 해방촌에 위치한 독립 출판과 소규모 출판물을 다루는 책방이다.
2013년 8월 31일부터 9월 1일까지 제1회 퍼블리셔스 테이블을 개최하였고, 2013년 12월 29일에 제2회, 2018년 제4회 퍼블리셔스 테이블을 문화역서울 284에서 개최했다. 대표는 강영규이다. 아날로그 감성 및 뉴트로의 유행과 맞물려 독립출판 책방으로 알려졌다.

## 연혁
2010년 양재동에 '카메라 스토리지' 사무실을 오픈, 2011년 개포동으로 사무실을 이전했다. 2012년 예장동으로 사무실을 이전했다. 2013년 4월 '스토리지북앤필름'으로 명칭을 변경했으며 5월 홈페이지를 오픈했다. 2014년 1월 지금의 해방촌 자리로 이전했다. 2015년 워크샵 공간인 '스토리지 워크룸'을 운영하기 시작했다. 2017년 9월 성산동에 2호점 초판서점을 오픈했으며 2018년 후암동으로 이전했다. 2020년 9월 강남역에 위치한 복합문화공간 일상비일상의틈 3층에 강남점을 열었다. 2022년 11월 강남점은 폐점하였고, 해방촌점 인근에 후암동 108계단 아래 로터리점으로 이전했다.